# Ioan (voievod)

Formaţiuni politice româneşti în secolele IX - XIII

Ioan, cneaz/voievod pe valea Jiului, se presupune din așezarea sa pe Diploma cavalerilor Ioaniți că reședința voievodatului era Craiova. Voievodatul lui se unește cu cel al lui Litovoi în circumstanțe necunoscute. Dar în timpul luptelor dintre Litovoi și unguri, acesta apare ca voievod și peste cnezatul lui Ioan.